# Faraday and Company
Pour les articles homonymes, voir Faraday.
Faraday and Company est une série télévisée américaine en quatre épisodes de 90 minutes écrite par Ken Pettus et diffusée entre le 26 septembre 1973 et le 9 janvier 1974 sur le réseau NBC dans le cadre du NBC Mystery Movie.
La série reste inédite dans tous les pays francophones.

## Synopsis
Frank Faraday a été condamné à 28 ans de prison aux Caraïbes pour un meurtre qu'il n'a pas commis. Après être parvenu à s'évader, il retourne aux États-Unis où il retrouve son fils Steve qui dirige une agence de détectives privés à Los Angeles. Alors que Frank essaye de s'adapter à un monde qui a changé, il fait équipe avec Steve pour résoudre des mystères et autres crimes. Ils sont aidés par Holly Barrett, la secrétaire de l'agence.

## Distribution
- Dan Dailey : Frank Faraday
- James Naughton : Steve Faraday
- Sharon Gless : Holly Barrett

## Épisodes
1. Say Hello to a Dead Man
2. A Wheelbarrow Full of Trouble
3. Fire and Ice
4. A Matter of Magic